# Albunione indecora
Albunione indecora is een pissebed uit de familie Bopyridae. De wetenschappelijke naam van de soort is voor het eerst geldig gepubliceerd in 1988 door Markham.